# Континентальне підніжжя

Структурні елементи будови дна Світового океану

Континента́льне підні́жжя (материкове підніжжя), (рос. континентальное подножие; англ. continental foot; нім. Festlandsfuß, Kontinentalfuβ m) — зовнішня частина континентальної околиці, що розташована між континентальним схилом і абісальними улоговинами ложа океану.
Являє собою положисто нахилений у бік океану акумулятивний шлейф, що утворився внаслідок накопичення уламкового матеріалу при розмиві континенту.
Континентальне підніжжя поступово занурюється від континентального схилу до океану з глиб. 2,5—3 км до 5—5,5 км. Ширина його 200—300 км.
Потужність осадів на континентальному підніжжі — 2—5 км і більше.